# Psicoterapia
La psicoterapia ―de «psicología» (ciencia natural que estudia los pensamientos, las emociones y el comportamiento humano) y «terapia» (forma de intervención social que busca la mejora de la salud del paciente, cliente o consultante que la solicita)― es un tratamiento científico, de naturaleza psicológica que, a partir de manifestaciones psíquicas o físicas del malestar humano, promueve el logro de cambios o modificaciones en el comportamiento, la salud física y psíquica, la integración de la identidad psicológica y el bienestar de las personas o grupos tales como la pareja o la familia.
Es impartido por un profesional de la salud, principalmente psicólogo o médico, que puede abordar los diferentes trastornos psicopatológicos, habiendo realizado una formación específica en el área de la psicoterapia, y en una institución reconocida con programas de formación acreditados, que cumplen parámetros de rigor y de calidad.
Existen muy diversos marcos teóricos desde donde se puede desarrollar una psicoterapia exitosa, es decir, que lleve a un cambio positivo y duradero en la calidad de vida de quien solicita esta atención. Cada uno de estos marcos teóricos proviene de alguna escuela de psicología, que son las grandes escuelas de pensamiento e investigación básica a partir de las cuales se desarrollan una amplia variedad de enfoques terapéuticos basadas en los principios y pilares filosófico/científicos sobre los cuales se apoyan.

## Escuelas de psicoterapia
Las principales escuelas en el mundo de la psicoterapia actual son las siguientes:
- Escuela conductual. De esta se desprenden diversos enfoques psicoterapéuticos, entre los que destacan los siguientes:
  - Terapia cognitivo-conductual (CBT, en inglés).
  - Terapia de aceptación y compromiso (ACT).
  - Terapia dialéctica-conductual (DBT).

- Escuela psicodinámica. De esta se desprenden diversos enfoques psicoterapéuticos, entre los que destacan los siguientes:
  - Psicoanálisis.
  - Psicoanálisis lacaniano.
  - Terapia psicoanalíticamente orientada.
  - Terapia psicodinámica.

- Escuela sistémica. De esta se desprenden diversos enfoques psicoterapéuticos, entre los que destacan los siguientes:
  - Escuela estructural.
  - Escuela estratégica.
  - Escuela de Milán.
  - Escuela intergeneracional.
  - Terapia centrada en soluciones.
  - Terapia narrativa.

- Escuela humanista. De esta se desprenden diversos enfoques psicoterapéuticos, entre los que destacan los siguientes:
  - Psicoterapia humanista orientada en la persona o el cliente.
  - Psicoterapia humanista.

A cada una de estas concepciones, para cada una de las escuelas o corrientes, se las llama en conjunto «psicoterapia». Además, el término psicoterapia no presupone una orientación o enfoque científico definido, siendo considerado denominativo de un amplio dominio científico-profesional especializado, que se específica en diversas orientaciones teórico-prácticas.
Existen diversos organismos nacionales e internacionales en al menos 30 países del mundo. Cada uno de estos organismos genera diversas acciones en pro de la calidad ética y científica de los profesionales que realizan esta actividad así como del avance general de la psicoterapia como quehacer profesional. En España la entidad acreditadora más antigua tanto de psicoterapeutas como de programas de formación en psicoterapia es la Federación Española de Asociaciones de Psicoterapia (FEAP).
Desde esta entidad se entiende por psicoterapia todo tratamiento de naturaleza psicológica que, a partir de manifestaciones psíquicas o físicas del sufrimiento humano, promueve el logro de cambios o modificaciones del comportamiento, la adaptación al entorno, la salud psíquica y física, la integración de la identidad psicológica y el bienestar biopsicosocial de las personas y grupos tales como la pareja o la familia.  Las intervenciones terapéuticas son de naturaleza fundamentalmente verbal y persiguen la reducción o eliminación de los síntomas, a través de la modificación de patrones emocionales, cognitivos, conductuales, interpersonales o de los sistemas en los cuales vive inmerso el individuo.
Dentro de la psicoterapia existe una gran diversidad de corrientes, enfoques y conceptos teóricos aplicados al ámbito psicoterapéutico, que dan origen a otras tantas maneras de establecer este contexto de comunicación (llegando incluso a configurarse distintos paradigmas).
Sin embargo, dos características que unifican a la psicoterapia son:
- El contacto directo y personal entre el psicoterapeuta y quien le consulta, principalmente a través del diálogo.
- La calidad de «relación terapéutica» del contexto de comunicación, esto es, una relación de ayuda destinada a generar un cambio en quien consulta.

Debido a la naturaleza de las comunicaciones que se establecen dentro de esta relación, hay temas significativos de privacidad o confidencialidad de la información intercambiada, que remite a consideraciones éticas para el ejercicio de la psicoterapia (código deontológico). Por esto, la habilitación de quienes pueden ejercer la psicoterapia requiere de un proceso de entrenamiento guiado por terapeutas que cuentan con mayor tiempo de experiencia o estudios dentro del campo respectivo.
A principios del siglo XXI la relación entre el psicoterapeuta y el cliente comenzó a efectuarse a través de internet generando una nueva modalidad de intervención llamada ciberpsicoterapia.

## Escuelas y enfoques
Las distintas corrientes psicoterapéuticas se han ido desarrollando hasta la actualidad en la misma medida en que se han ido profundizando las líneas teóricas que las sustentan. En cada una de ellas existen elementos comunes que estarán descritos de manera explícita o que estarán implícitos en sus postulados iniciales. Estos pueden resumirse de la siguiente manera:
- Una cierta conceptualización del «comportamiento humano normal» o «sano».
- Una cierta conceptualización del «comportamiento humano no-normal».
- Una metodología específica para la generación de cambios.

Sin embargo, también es posible encontrar elementos diferenciadores entre una y otra escuela de psicoterapia, que se corresponden con énfasis distintos en sus conceptualizaciones iniciales, o lo que es lo mismo, diferencias de «concepción de mundo» que afectan los roles de los implicados en el contexto psicoterapéutico.
Esta variedad de corrientes y escuelas tiene su origen en las distintas formas de comprender la experiencia humana, la salud o enfermedad, metodología utilizada y, muy especialmente, al contexto socio-histórico de donde fue creada. En este sentido, algunas escuelas o grupo de escuelas suponen verdaderos paradigmas que no permiten mezclar las unas con las otras fácilmente. Claro ejemplo de ello (salvo algunos intentos históricos o prácticos), es la psicología conductual y el psicoanálisis de Freud, que difieren tanto en sus postulados básicos que resultan inconciliables. Sin embargo, actualmente existen terminología especializada que permite hablar del mismo fenómeno desde distintas corrientes teóricas, alcanzando así ejes comunes que permiten dar solidez al ejercicio de las psicoterapias.
Como la enumeración de diferenciaciones entre una y otra escuela de psicoterapia puede llegar a ser demasiado extensa, resulta más clarificador centrarse en las características de las grandes líneas de psicoterapia surgidas hasta hoy, y cómo estas se han ido desarrollando hasta ahora.
- Líneas tradicionales:
  - La línea psicoanalítica
  - La línea conductual y la cognitivo-conductual
  - La línea humanista.

- Líneas modernas:
  - Línea construccionista
  - Línea constructivista

Estas líneas o corrientes psicoterapéuticas siguen desarrollándose y definiéndose a partir de sus avances teóricos y prácticos (es decir, desde la investigación, el desarrollo teórico y la acumulación de datos clínicos). En realidad existe cierto salto entre la psicología puramente teórica y la psicología clínica, en el sentido de que la mayoría de los psicólogos clínicos suelen llevar a cabo determinadas prácticas que se encuentran enmarcadas en cada orientación teórica.
Este hecho sucede porque, como es bien conocido con independencia de la corriente psicoterapéutica, es la relación e interacción entre el psicoterapeuta y el «cliente» lo que permite explicar una parte muy importante de los efectos de la terapia. Lo cual no implica que la corriente teórica sea prescindible, sino que existe una reciprocidad entre la práctica clínica y la corriente teórica de mutuo desarrollo. De hecho, no podría ser de otro modo, ya que conforme se van haciendo explícitos los efectos que permiten optimizar la psicoterapia, estos se irán incorporando a cada una de las corrientes teóricas desde sus respectivos enfoques.
Más aún, hoy día es un momento especialmente importante, ya que los límites entre las distintas corrientes teóricas psicoterapéuticas empiezan a diluirse y, de hecho, la psicología clínica empieza a usar una serie de terminología que permite hablar de los mismos fenómenos desde distintas posturas teóricas: por ejemplo, el insight, la experiencia emocional correctiva o la transferencia. Son conceptos surgidos desde una sola corriente que, al evidenciarse la existencia del fenómeno, se redefine conceptualmente en cada perspectiva teórica.
Este movimiento integrador dentro de la psicoterapia pretende, más que generar modelos teóricos nuevos, integrar tanto en el plano epistemológico, teórico y técnico elementos de diferentes escuelas psicológicas. Esto puede llevarse a cabo desde distintas concepciones: integrar teorías, eclecticismo técnico (usar las técnicas eficaces sin atender a su origen teórico) o incluso seleccionar directamente qué perspectivas son útiles para qué tipo de problemas o diagnósticos.

## Lista de modalidades psicoterapéuticas

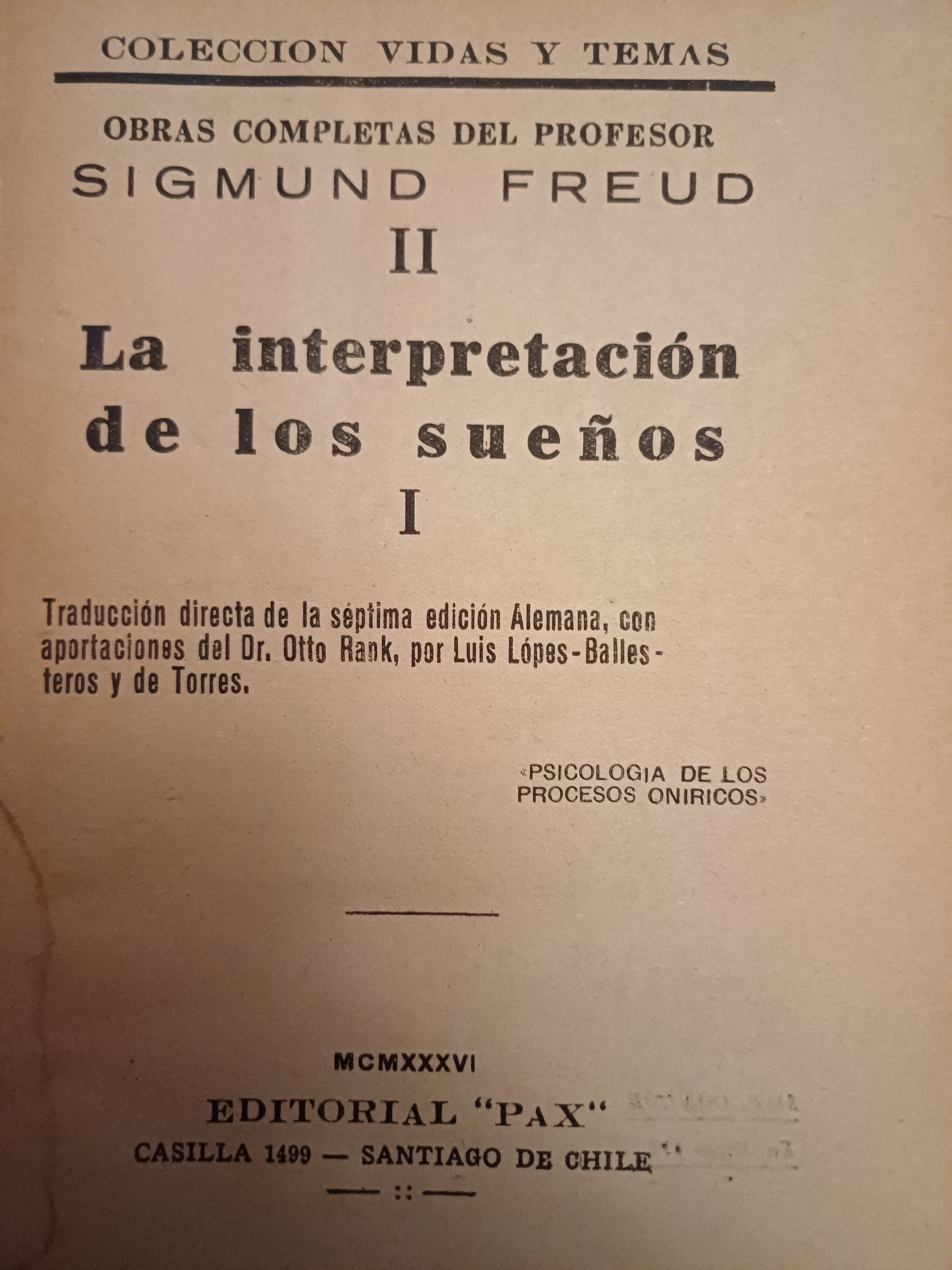
Portada del vol. I de la séptima edición de la versión en lengua española de Luis López-Ballesteros y de Torres, publicada en 1936 en Santiago de Chile, de La interpretación de los sueños, de Sigmund Freud.

- Línea psicoanalítica o psicodinámica:
  - psicoanálisis (de Sigmund Freud, desde 1896)
  - psicoanálisis lacaniano (de Jacques Lacan, desde 1953)
  - psicoanálisis kleiniano (de Melanie Klein, desde 1920)
  - psicología analítica (de Carl Gustav Jung, desde 1913)
  - terapia adleriana (de Alfred Adler, desde 1911)
  - análisis modular transformacional (Hugo Bleichmar)
  - terapia psicodinámica

- Línea conductual y cognitivo-conductual:
  - psicología conductista
  - ingeniería del comportamiento
  - modificación de conducta (de Alan E. Kazdin y Lindsey)
  - terapia contextual (de Steven C. Hayes y Kohlemberg)
  - análisis contingencial (de Ribes, Díaz-González)
  - terapia de la conducta (de Wolpe, Marks, Cautela, Yates, Arthur W. Staats)
  - terapia cognitiva analítica
  - terapias cognitivo-conductuales
  - terapia cognitiva (de Aaron T. Beck)
  - terapia racional emotiva conductual (de Albert Ellis)
  - medicina conductual y biorretroalimentación
  - terapia cognitivista

- Línea humanista-experiencial o existencial-fenomenológica:
  - psicología humanista (Abraham Maslow, desde los años sesenta)
  - terapia centrada en el cliente (de Carl Rogers)
  - terapia experiencial de Greenberg
  - terapia experiencial de Gendlin (focusing)
  - logoterapia (de Viktor Frankl)
  - psicología transpersonal
  - constructivismo
  - respiración holotrópica (de Stanislav Grof)
  - terapia gestáltica (de Fritz Perls)
  - terapia teórica gestalt (de Hans-Jürgen Walter)
  - análisis transaccional (de Eric Berne)
  - psicoterapia existencial (de Irvin D. Yalom)
  - psicodrama (de Jacob Levy Moreno)

- Línea construccionista y sistémica:
  - terapia familiar.
  - terapia familiar estructural (de Salvador Minuchin).
  - terapia breve centrada en soluciones (de Steve de Shazer e Insoo Kim Berge).
  - psicoterapia breve estratégica (de Paul Watzlawick, Giorgio Nardone, Jay Haley. Grupo de Palo Alto).
  - terapia sistémica (de Mara Selvini Palazzoli, Luigi Boscolo & Gianfranco Cecchin. Grupo de Milán).
  - constructivismo.

- Línea constructivista:
  - Terapia cognitivo procesal sistémica (de Vittorio Guidano).
  - Constructivismo (psicología).
  - Psicología de los constructos personales (de George Kelly).

- Línea transpersonal:
  - Respiración holotrópica (de Stanislav Grof).
  - Psicología integral (de Ken Wilber).
  - Psicosíntesis (de Roberto Assagioli).
  - Terapia enteogénica (de varios autores).

## Objetivos de las psicoterapias
El objetivo de la psicoterapia depende de la valoración que se haga del paciente (o cliente, o sujeto), tomando como referencia la disciplina psicológica de la que surge dicha intervención, así podemos diferenciar:
- Terapia cognitiva: modificar los esquemas de pensamiento y los procesos con los cuales el individuo se relaciona con ellos.
- Terapia de la conducta: modificar la funcionalidad de la conducta.
- Terapia cognitivo-conductual: mezcla ambos planteamientos, ya que en sus fundamentos no son del todo contradictorios y permiten complementarse.
- Modificación de conducta: de la perspectiva de conducta surge, por un lado, la terapia de conducta aplicado al ámbito clínico y, por otro, la modificación de conducta, como objetivo se centra en otros contextos además del clínico, pero aplicando todos los conocimientos científicos, muy especialmente de la perspectiva conductual. Por ejemplo, rediseñar el ambiente laboral para promoción de la salud o prevención.
- Terapia humanista: conseguir un «ajuste creativo» en la interacción entre la persona y el resto del mundo, centrándose en la experiencia.

## Eficacia de la psicoterapia
Entendiendo la psicoterapia como un conjunto de tratamientos específicos, propios del modelo médico, según la revista científica Psicothema, que realizó una revisión a la luz de recientes investigaciones en aquellos años, concluyó que tan sólo en el trastorno bipolar y esquizofrenia, la psicoterapia se ha mostrado menos eficaz que el tratamiento con psicofármacos. En todo el resto de trastornos (12 en este artículo) la psicoterapia se evidencia como el tratamiento más eficaz.

### Estudios comparativos de eficacia
Existen diversos estudios sobre la eficacia de las distintas terapias disponibles, que muestran variaciones entre las distintas metodologías disponibles. Las formas más frecuentes de investigación de eficacia consisten en los ensayos clínicos controlados y el metaanálisis de diversos estudios.

### Tratamientos científicamente validados
En agosto de 2012, la APA (American Psychologist Association: asociación psicologista estadounidense) emitió un comunicado, en el que ―recopilando la literatura científica existente (más de 140 estudios de calidad, basados en la evidencia y metaanálisis) que avalan la eficacia de la psicoterapia en ensayos clínicos controlados y en contextos reales, así como los resultados obtenidos en diversas poblaciones―, se creó el concepto de «psicoterapia basada en la evidencia». De acuerdo con estos estudios científicos, las intervenciones psicológicas deben ser reconocidas por el Sistema Sanitario de cada país como prácticas eficaces y rentables en relación con sus costes/beneficios. La APA hace referencia a la psicoterapia entendida globalmente, incluyendo cinco grandes categorías: terapia conductual, terapia cognitiva, terapias humanistas, psicoanálisis y terapias dinámicas, y terapia integrativa (u holística), y define el término psicoterapia como: ‘la aplicación informada y deliberada de métodos clínicos y posicionamientos interpersonales, derivados de principios psicológicos establecidos, con el propósito de ayudar a las personas a modificar sus conductas, cogniciones, emociones y/u otras características de personalidad en la línea que los participantes estimen conveniente’.
Entre los beneficios asociados a estas intervenciones psicológicas, la APA subraya su capacidad para aliviar síntomas, reducir la probabilidad de recaídas, mejorar la calidad de vida, promover el funcionamiento adaptativo en el trabajo, en la escuela y en la red social, así como facilitar el establecimiento de hábitos de vida saludables.
Además, durante la investigación de la efectividad de las terapias psicológicas, los investigadores se han dado cuenta de que ocurre el efecto placebo en el mismo grado que ocurre en las investigaciones con medicamentos. Es por ello que a la hora de validar la eficacia de un tratamiento, se requiere comparar los resultados del tratamiento (grupo experimental) con dos grupos: uno que no reciba ningún tipo de terapia (grupo control) y uno que reciba una terapia inocua (grupo placebo), como por ejemplo, dedicarles tiempo de escucha y charlar con los pacientes sin aplicar ningún método psicoterapéutico.
Otra variable que se interpone en el camino de la evaluación de los resultados tiene que ver con la maduración propia de los sujetos con el paso del tiempo. Se trata de variables evolutivas que se relacionan con la experiencia de la vida y con el enriquecimiento de las experiencias cotidianas.
Siguiendo esta metodología, con el paso de los años las revistas científicas han sido capaces de publicar resultados de la práctica clínica con grupos controlados, y cuando la evidencia ha adquirido suficiente peso han surgido metaanálisis que condensan los resultados de todos los estudios para cada trastorno mental.
Con todo ello, varias instituciones han publicado guías de referencia, dirigidas a los clínicos para que conozcan qué terapia es efectiva en cada trastorno mental. La más importante es la Guía de Práctica Clínica (GPC), perteneciente al grupo NICE (National Institute for Health and Clinical Excellence). Otras también son la guía de la APA, la GPC del Sistema Nacional de Salud, y la guía del Registro Nacional de Prácticas y Programas (RNPP).

### Escuelas psicodinámicas
- Bateman, Anthony; Brown, Dennis; Pedder, Jonathan (2000). Introduction to psychotherapy: an outline of psychodynamic principles and practice. Routledge. ISBN 0-415-20569-7.
- Bateman, A. & Holmes, J. (1995). Introduction to psychoanalysis: contemporary theory and practice. Routledge. ISBN 0-415-10739-3.
- Etchegoyen, R. Horacio (2010 (3ª edición)). Los fundamentos de la técnica psicoanalítica. Buenos Aires y Madrid: Amorrortu. ISBN 978-950-518-147-6.
- Freud, Sigmund (1978/1985). Obras completas. Buenos Aires y Madrid: Amorrortu.
- Jung, Carl Gustav (1999/2016). Obras completas. Madrid: Trotta.
- Klein, Melanie (2016). Obras completas. Barcelona: Paidós Ibérica.
- Lacan, Jacques (1981-). El Seminario. Buenos Aires: Paidós.

### Escuelas humanistas
- Fromm, Erich. Obras completas. Barcelona: Paidós.
- Maslow, Abraham Harold (1998). El hombre autorrealizado: hacia una psicología del ser. Barcelona: Kairós. ISBN 84-7245-228-X.
- Rogers, Carl R. (1997). Psicoterapia centrada en el cliente. Barcelona: Paidós Ibérica. ISBN 978-84-7509-094-8.
- Rogers, Carl R. (1993). El proceso de convertirse en persona. Barcelona: Paidós Ibérica. ISBN 978-84-7509-057-3.
- Rosal, Ramón (2003). ¿Qué nos humaniza?, ¿Que nos deshumaniza?. Descleé de Bruouwer. ISBN 84-330-1745-4.
- Rowan, John (marzo de 2001). Ordinary Ecstacy. Brunner-Routledge. ISBN 0-415-23632-0.
- Scrimali, Tullio & Grimaldi, Liria (febrero de 2002). Cognitive psychotherapy toward a new millennium. Hardcover.
- Yalom, Irvin (1980). Psicoterapia existencial. Herder.

### Escuelas conductistas
- Caballo, V. (Ed.) (1991). Manual de técnicas de modificación y terapia de la conducta. Pirámide, Madrid.
- Caballo, V., Buela-Casal, G, & Carrobles, J. A. (1995). Manual de psicopatología y trastornos psiquiátricos. Siglo XXI, Madrid.
- Delgado Senior, Franzel (1983). Aplicaciones clínicas de la terapia de conducta. México: Trillas.
- Kanfer, F. H. & Goldstein, A. P. (1974/1986). Cómo ayudar al cambio en psicoterapia. Bilbao: DDB.
- Labrador F. & Muñoz, J. (1997). Manual de técnicas de modificación y terapia de conducta. Madrid: Pirámide.
- Martin, G. & Pear, J. (1996/1999). Modificación de conducta. Qué es y cómo aplicarla. Madrid: Prentice Hall.
- Pérez-Álvarez, M. (1996). La psicoterapia desde el punto de vista conductista. Madrid: Biblioteca Nueva.
- VV.AA. (2006). EduPsykhé: Revista de psicología y psicopedagogía. vol. 5, n.º 2 (ejemplar dedicado a: últimos desarrollos de la terapia de conducta (ante la tercera generación), págs. 159-172. ISSN 1579-0207.

### Psicoterapia en general
- Feixas, Guillem & Miró, Mª Teresa (1998). Aproximaciones a la psicoterapia. Una introducción a los tratamientos psicológicos. Barcelona: Paidós. ISBN 978-84-7509-949-1.
- Kriz, Jürgen (1990 (2ª edición 2012)). Corrientes fundamentales en psicoterapia. Buenos Aires/Madrid: Amorrortu Editores. ISBN 978-950-518-242-8.